# Umgangstempel von Wolsfeld
Der Gallo-Römische Umgangstempel Wolsfeld ist ein römischer Umgangstempel in der Ortsgemeinde Wolsfeld im Eifelkreis Bitburg-Prüm in Rheinland-Pfalz.

## Geographische Lage
Das Tempelheiligtum befindet sich auf dem spornartigen Ausläufer der Galgenhöhe, in exponierter Lage ca. 30 m über der Talsohle der Nims, nordwestlich von Wolsfeld. Es liegt am Rande des Wolsfelder Waldes.

## Beschreibung und Einordnung
Die Flurbezeichnungen „Im Len“ und „Am Lensberg“ werden teils auf die Gottheit Lenus Mars bezogen. Diese Sicht wurde aber auch als Spekulation bezeichnet. Im 19. Jahrhundert sollen im Bereich der Fundstelle „Glasurnen mit Münzen“ sowie der Kopf einer Steinstatue gefunden worden sein. Im Jahre 1919/20 fanden Wegebauarbeiten an der genannten Stelle statt, bei denen man Teile des Tempels anschnitt.
Eine erste Rekonstruktion ergab, dass dieser in Richtung Nord-Süd ausgerichtet war. Die Größe der Cella beläuft sich auf 4{\displaystyle \times }4 m und die des Umgangs auf 9{\displaystyle \times }9 m. In der  Nordost-Ecke der Portikus wurde noch die Basis mit anschließendem Schaft einer toskanischen Säule aus Sandstein aufrechtstehend gefunden (erhaltene Höhe: 0,8 m und erhaltener Schaftdurchmesser: 0,3 m). Die Mauerstärke von Cella und Umgang beträgt ca. 0,55 m.
Die Anlage ist sehr wahrscheinlich mehrphasig. Die erhaltene Säulenbasis des Umgangs ist von einer jüngeren römischen Mauer umbaut. Funde wie einige Münzen des 1. Jahrhunderts und frührömische Scherben, auch solche prähistorischen Charakters lassen darauf schließen, dass die Tempelanlage spätestens im 1. Jahrhundert n. Chr. einsetzte.